# La Primavera, Oaxaca
La Primavera är en ort i Mexiko.   Den ligger i kommunen San Agustín Loxicha och delstaten Oaxaca, i den sydöstra delen av landet, 500 km sydost om huvudstaden Mexico City. La Primavera ligger 1 358 meter över havet och antalet invånare är 192.
Terrängen runt La Primavera är mycket bergig, och sluttar söderut. Runt La Primavera är det ganska glesbefolkat, med 38 invånare per kvadratkilometer. Närmaste större samhälle är Buenavista Loxicha, 0,87 km sydväst om La Primavera. I omgivningarna runt La Primavera växer i huvudsak städsegrön lövskog.